# Jenthe Biermans
Pour les articles homonymes, voir Biermans.
Jenthe Biermans, né le 30 octobre 1995 à Geel, est un coureur cycliste belge.

## Biographie
Jenthe Biermans naît le 30 octobre 1995 en Belgique.

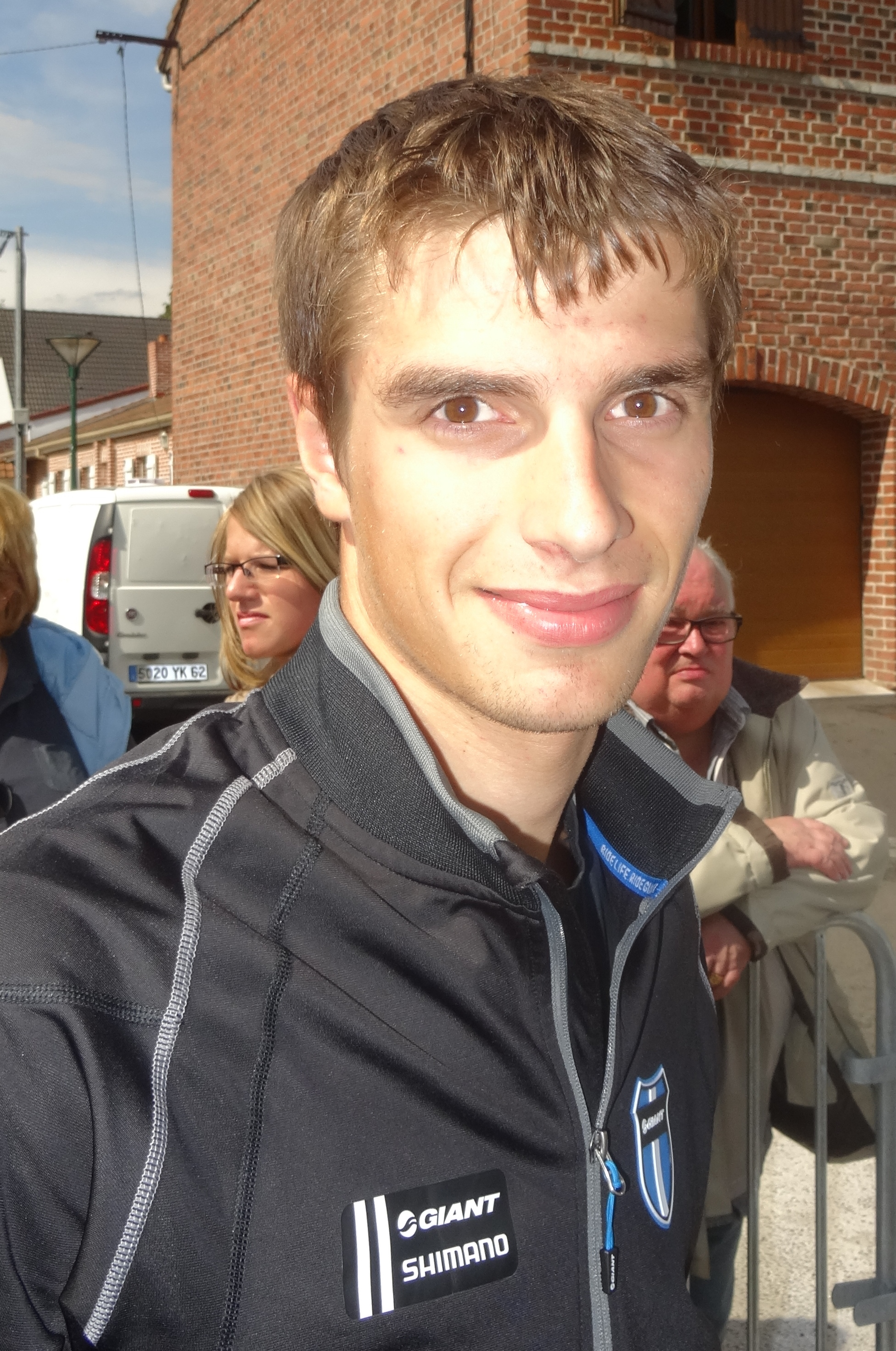
Jenthe Biermans lors du départ du contre-la-montre par équipes de la 1re étape du Paris-Arras Tour 2014 à Lens.

Membre du Balen BC de 2010 à 2013, il entre dans l'équipe Giant-Shimano Development, réserve de Giant-Shimano, en 2014. Cette équipe disparaissant à la fin de la saison, il est recruté par la nouvelle équipe SEG Racing à partir de la saison 2015.
Au mois de septembre 2016, il s'engage avec la formation Katusha-Alpecin.
En octobre 2022, Arkéa-Samsic annonce le recrutement de Biermans pour 2023.

## Palmarès et résultats

### Palmarès par année
- 2010[1]
  - Champion de la province d'Anvers sur route débutants
- 2011
  - Champion de Flandre sur route débutants
  - Champion de la province d'Anvers du contre-la-montre débutants
  - 2e du championnat de Belgique sur route débutants
  - 2e du championnat de Belgique du contre-la-montre débutants
- 2013
  -  Champion de Belgique sur route juniors
  - Champion de la province d'Anvers sur route juniors
  - Tour des Flandres juniors
  - 2e du Grand Prix André Noyelle
  - 2e de la Guido Reybrouck Classic
  - 2e du championnat de la province d'Anvers du contre-la-montre juniors
- 2015
  - 2e du championnat de Belgique sur route espoirs
  - 2e de Paris-Roubaix espoirs
- 2016
  - 2e de Paris-Roubaix espoirs
- 2023
  - Muscat Classic
  - 2e étape du Tour de Luxembourg
  - 3e du Grand Prix de Valence
- 2024
  - Route Adélie de Vitré
  - 3e du Samyn
  - 3e du Grand Prix Criquielion
  - 3e de la Roue Tourangelle
  - 3e du Tour de Castille-et-León
  - 3e de la Course des raisins
- 2025
  - 2e de la Muscat Classic

Podiums
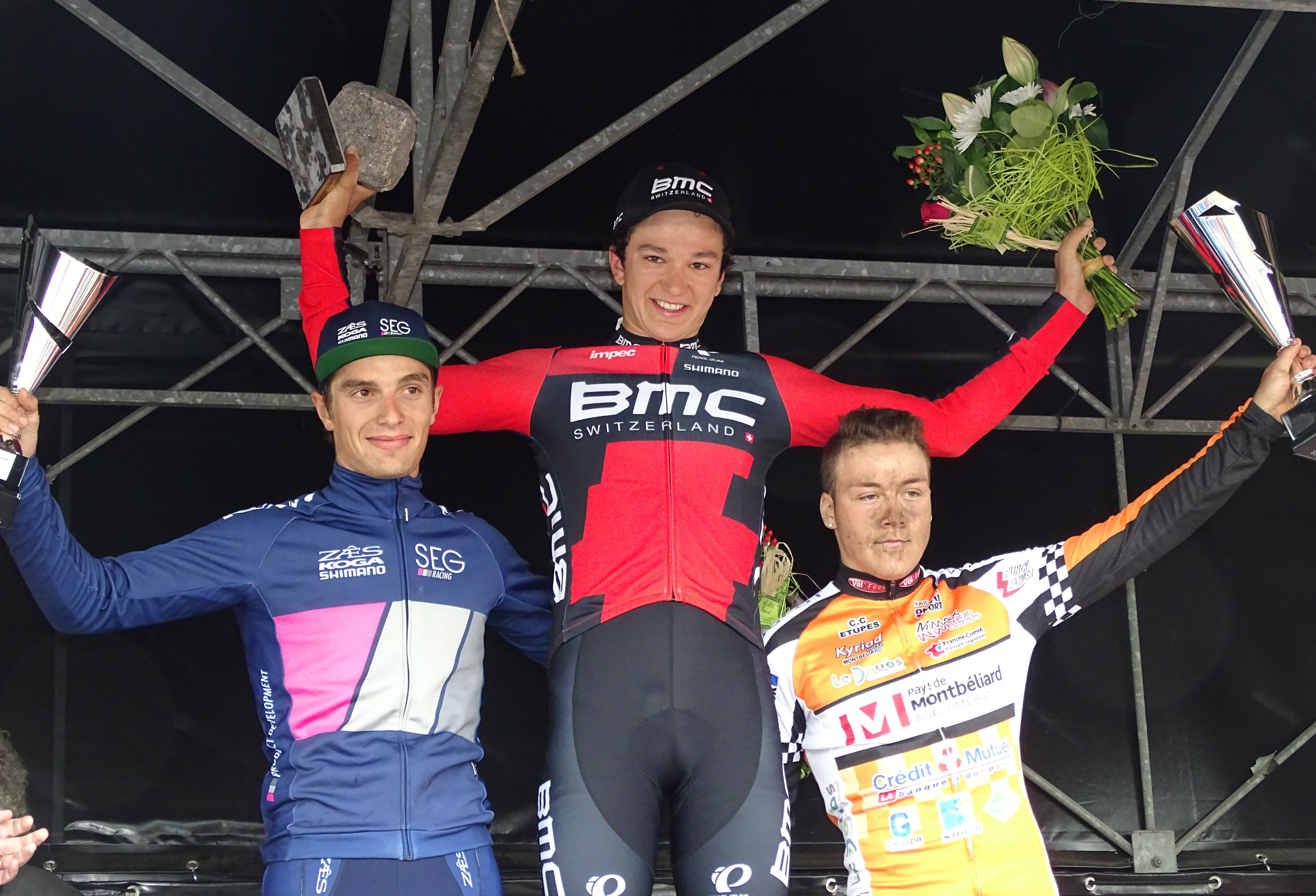
Podium de l'édition 2015 de Paris-Roubaix espoirs : Jenthe Biermans (2e), Lukas Spengler (1er) et Hugo Hofstetter (3e).
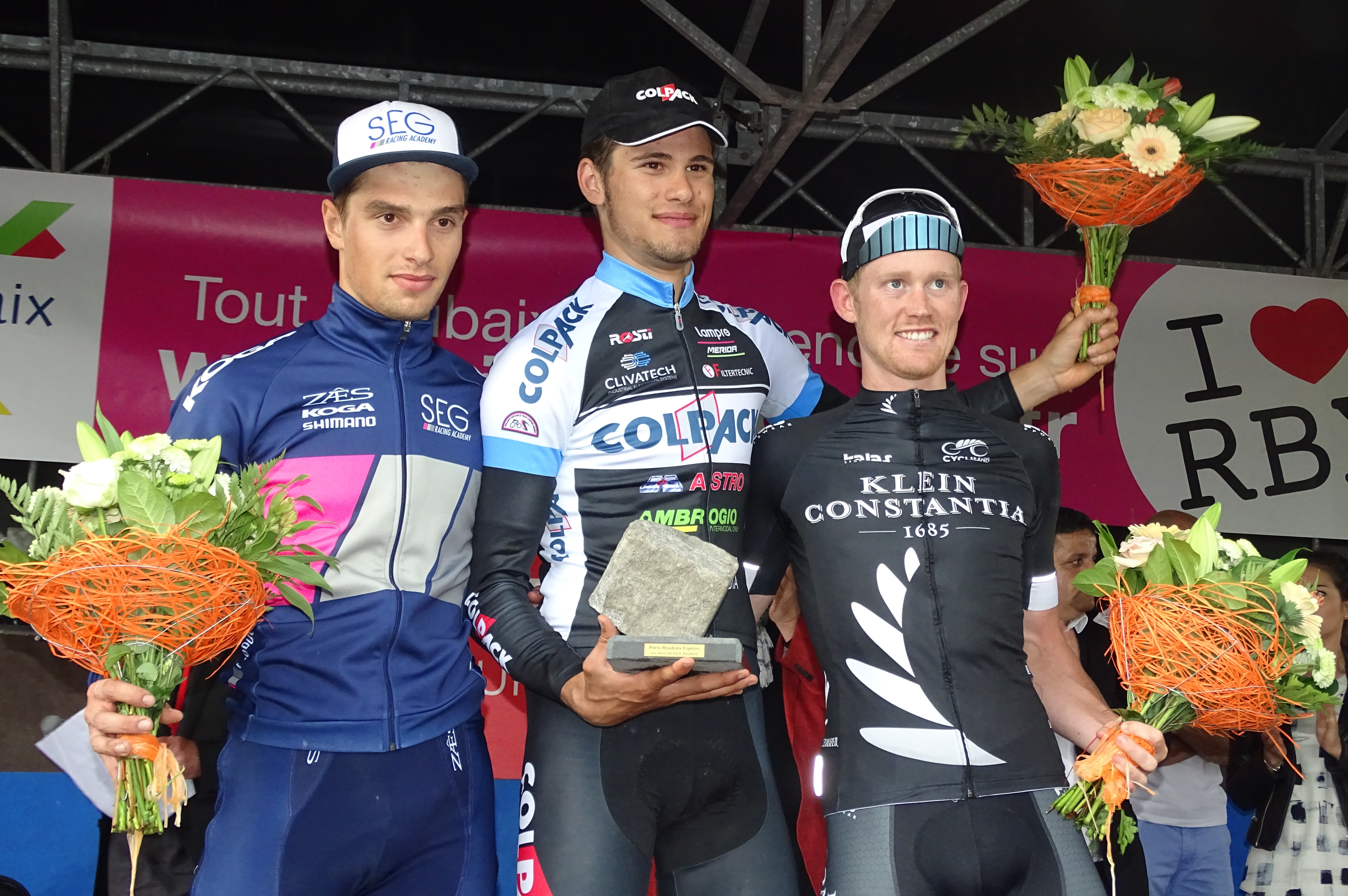
Podium de l'édition 2016 de Paris-Roubaix espoirs : Jenthe Biermans (2e), Filippo Ganna (1er) et Hamish Schreurs (3e).

### Résultats sur les grands tours

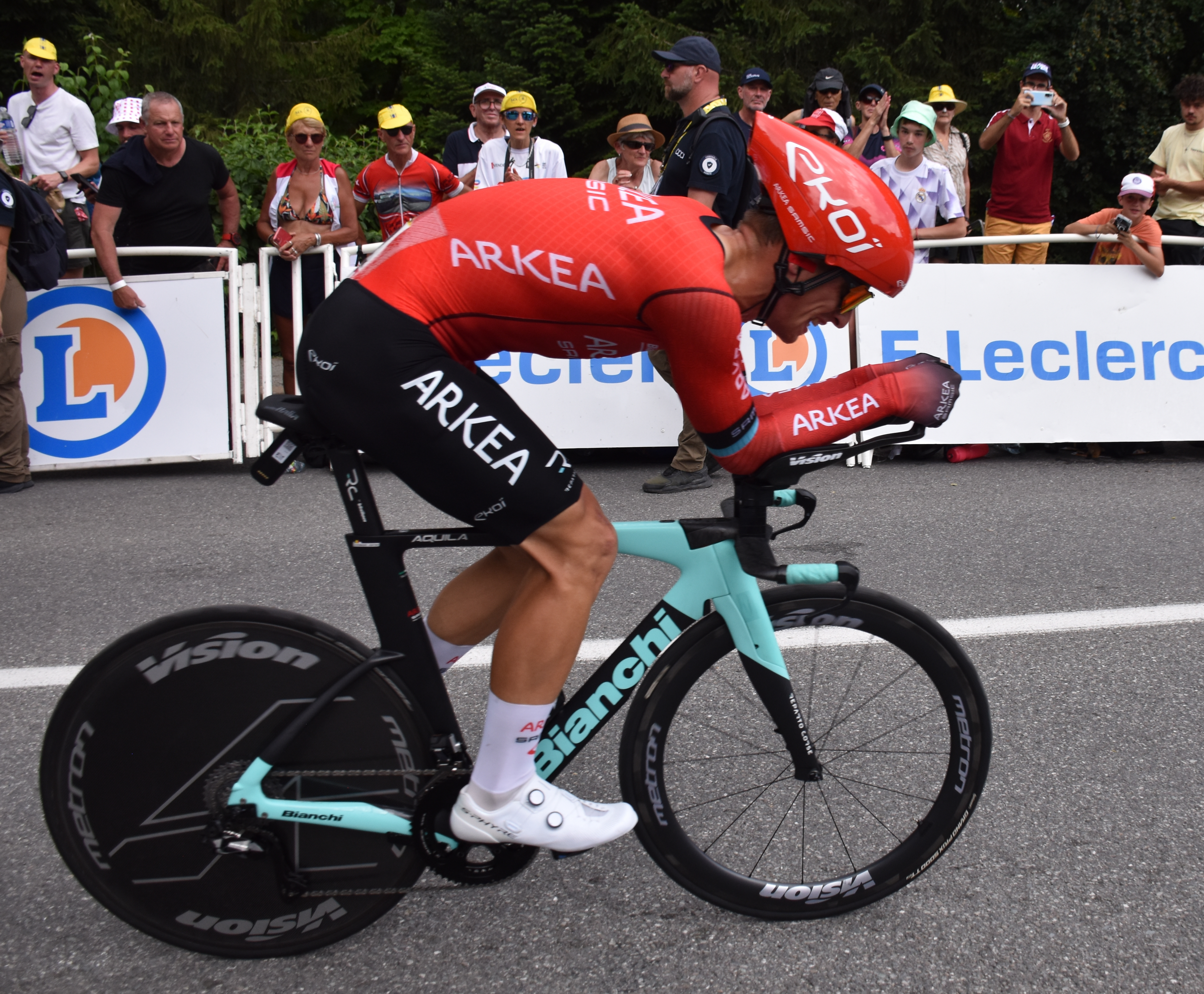
Jenthe Biermans - Tour de France 2023 -
Contre la montre individuel

#### Tour de France
1 participation
- 2023 : 128e

#### Tour d'Italie
3 participations
- 2019 : 117e
- 2022 : 123e
- 2024 : non partant (16e étape)

### Classements mondiaux
| Année                                 | 2015 | 2016  | 2017  | 2018 | 2019 | 2020 | 2021 | 2022 | 2023 | 2024 |
| ------------------------------------- | ---- | ----- | ----- | ---- | ---- | ---- | ---- | ---- | ---- | ---- |
| UCI World Tour                        |      | nc    | 395e  | 349e |      |      |      |      |      |      |
| Classement mondial                    |      | 1050e | 1996e | 921e | 749e | 625e | 380e | 241e | 182e | 128e |
| UCI Europe Tour                       | 366e | 716e  | 1513e | 661e | 545e | 509e | 313e | 197e | nc   | 102e |
|                                       |      |       |       |      |      |      |      |      |      |      |
| Légende : nc = non classéSource : UCI |      |       |       |      |      |      |      |      |      |      |